# خروس‌کلی نواردار
خروس‌کُلی نواردار (نام علمی: Vanellus tricolor) نام یک گونه از سرده خروس‌کلی‌ها است.